# 岩手大川駅
岩手大川駅（いわておおかわえき）は、かつて岩手県下閉伊郡岩泉町大川字舞の子に存在した、東日本旅客鉄道（JR東日本）岩泉線の駅である。同線の廃線により2014年（平成26年）3月31日限りで廃止となった。

## 歴史
- 1957年（昭和32年）5月16日：小本線宇津野（当駅開業と同時に廃止） - 浅内間延伸に伴い開業[1]。
- 1962年（昭和37年）1月31日：貨物取扱廃止[2]。
- 1972年（昭和47年）2月6日：浅内 - 岩泉間延伸[1]。路線名称が小本線から岩泉線に変更される[1]。荷物扱い廃止[2]。無人化。
- 1987年（昭和62年）4月1日：国鉄分割民営化により、東日本旅客鉄道の駅となる[1]。
- 2010年（平成22年）
  - 7月31日：災害により、岩泉線が不通となる。
  - 8月2日：代行バスによる運行開始。
- 2014年（平成26年）4月1日：岩泉線の廃止に伴い廃駅[3][4]。

## 駅構造
単式ホーム1面1線を有する地上駅。駅舎の跡が残る。かつては島式ホーム1面2線であったが、駅舎側の線路を撤去し現行の配線となった。ホーム上に待合所が二棟設置されていた。茂市駅管理の無人駅。

## 駅周辺
- 岩泉町役場 大川支所
- 岩手大川郵便局
- 大滝
- 七滝
- 国道340号
- 岩手県道171号大川松草線
- 伏屋バス停（旧・岩手大川駅）
  - 岩泉町民バス 大川・釜津田線
  - 東日本交通 岩泉茂市線（岩泉線廃止代替バス）

## 隣の駅
東日本旅客鉄道（JR東日本）
■岩泉線
押角駅 - 岩手大川駅 - 浅内駅